# St Albans, VIC
St Albans là một vùng ngoại ô nằm ở Melbourne, Victoria, Úc, cách Trung tâm Thành phố Melbourne khoảng 30 km về phía Tây Bắc và nằm trọn trong chính quyền địa phương thành phố Brimbank. Theo Cuộc điều tra Dân số năm 2021, nơi đây có khoảng gần 40.000 người đang sinh sống. Ngoài ra, theo chính quyền địa phương, St Albans đã có hơn 10.000 người Việt sinh sống,  trở thành khu vực có nhiều người Việt Nam sinh sống nhất trong khu đô thị Melbourne.

## Lịch sử
Vào năm 1887, St Albans được thành lập để dự kiến trở thành một thị trấn và được chia nhỏ bởi Công ty Ngân hàng và Đất đai Cosmopolitan, công ty đã mua lại 512 ha (5,12 km2) với hy vọng thu được lợi nhuận tài chính nhanh chóng trong thời kỳ bùng nổ đất đai của Úc vào thời kỳ đó. Một năm sau, Bưu điện St Albans đã mở cửa vào năm 1888, khiến cho việc gửi thư trở nên thuận tiện. Công ty sau đó đã được thanh lý vào năm 1903.
Những năm thập niên 30, St Albans trở thành một khu nhà ở dành cho các công nhân làm cho các công ty công nghiệp đang phát triển ở Deer Park và Sunshine. Bất chấp Cuộc Đại suy thoái, sự phát triển vẫn ổn định và đến năm 1940, thị trấn có khoảng 700 người sống. Trong những năm sau Thế chiến thứ hai, dân số tăng nhanh với sự xuất hiện của những người di cư, đặc biệt là từ Nam Tư, Malta và Ý. Điều này dẫn đến việc có thêm các trường công lập và việc thành lập Nhà thờ Công giáo Thánh Tâm vào năm 1953, cũng như các nhà thờ Chính thống giáo Hy Lạp, Nga và Serbia.
St Albans bị cô lập so với các khu vực xung quanh cho đến đầu thập niên 80, thị trấn đã kết nối với khu đô thị Melbourne.

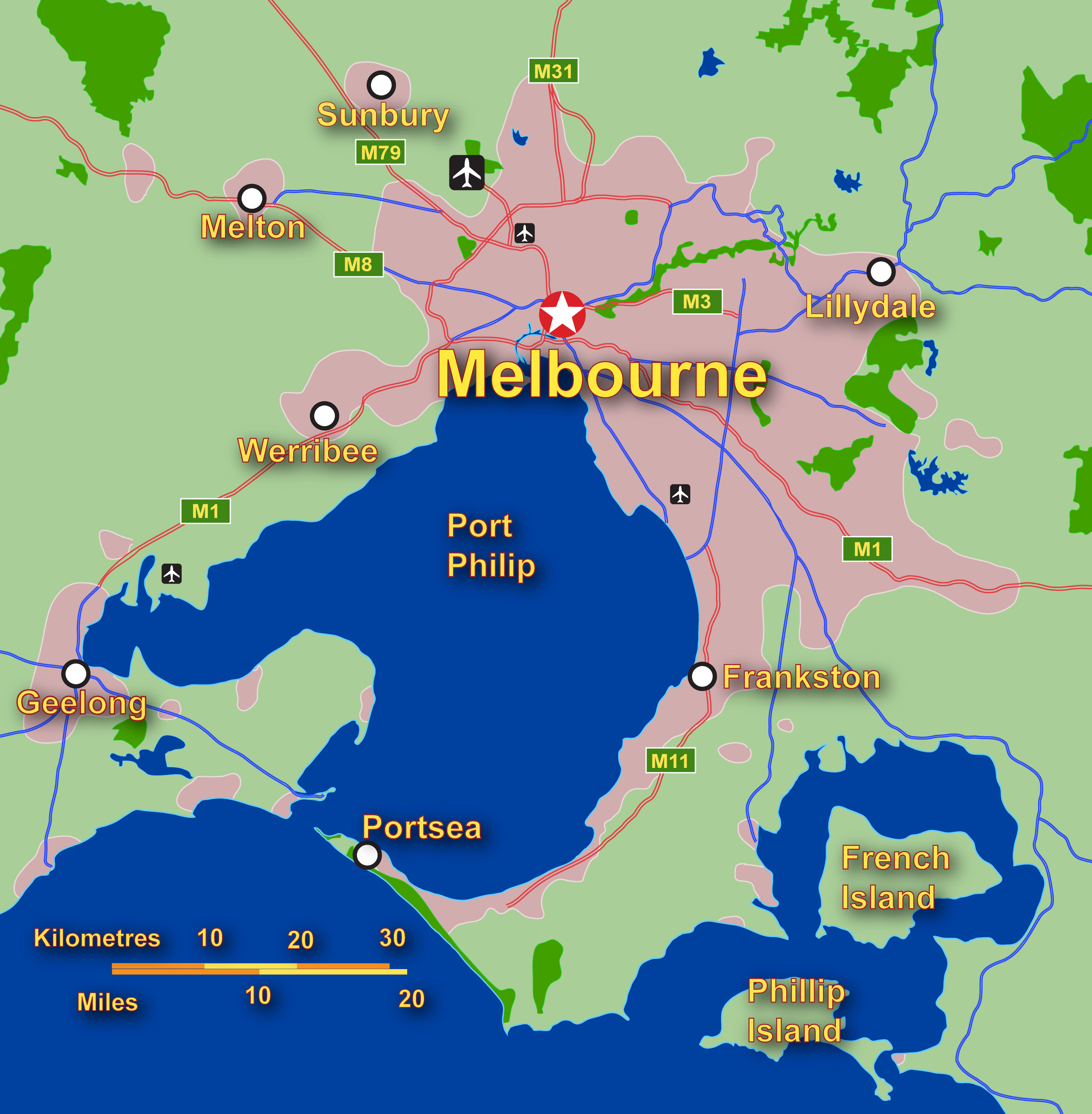
Các vùng bôi đen là đã nằm trong khu đô thị Melbourne, bôi xanh là nằm ngoài khu đô thị. Các vùng Geelong, Sunbury và Melton là các thị trấn nhỏ lẻ

Hiện nay nó được coi là vùng ngoại ô trung tâm thành phố vì ranh giới khu vực đô thị Melbourne hiện kéo dài tới hơn 35 km (22 mi) nếu tính từ Trung tâm thành phố Melbourne.

## Nhân khẩu học
Thành phần dân tộc của St Albans chủ yếu là những người nhập cư thế hệ thứ nhất và thứ hai. Cuộc điều tra dân số năm 2021 của ABS báo cáo rằng hơn 30% là người gốc Đông Nam Á, trong đó phần lớn là người Việt Nam.
Kể từ Cuộc điều tra dân số năm 2001, số lượng người tị nạn từ vùng Sừng châu Phi định cư ở St Albans cũng tăng nhanh.
Trong cuộc điều tra dân số năm 2021, dân số của St Albans là 38.042 người, khoảng 50,3% nữ và 49,7% nam.
Độ tuổi trung bình/trung bình của người dân ở St Albans là 36 tuổi.
32,5% người dân sống ở vùng ngoại ô St Albans sinh ra ở Úc. Các câu trả lời hàng đầu khác về quốc gia nơi sinh là 21,5% Việt Nam, 5,8% Ấn Độ, 3,0% Philippines, 2,7% Malta, 1,4% Iraq, 1,4% Croatia, 1,4% Pakistan, 1,3% Bắc Macedonia.
21,6% người dân sống ở St Albans chỉ nói tiếng Anh. Các ngôn ngữ được sử dụng nhiều nhất khác là tiếng Việt 29,2%, tiếng Punjabi 4,2%, tiếng Malta 2,7%, tiếng Quảng Đông 2,4%, tiếng Ả Rập 2,1%.
Các tôn giáo phổ biến nhất ở St Albans là 25,6% Công giáo, 19,7% không tôn giáo, 15,6% Phật giáo, 5,9% Hồi giáo, 4,6% Chính thống giáo Đông phương.

## Phương tiện công cộng

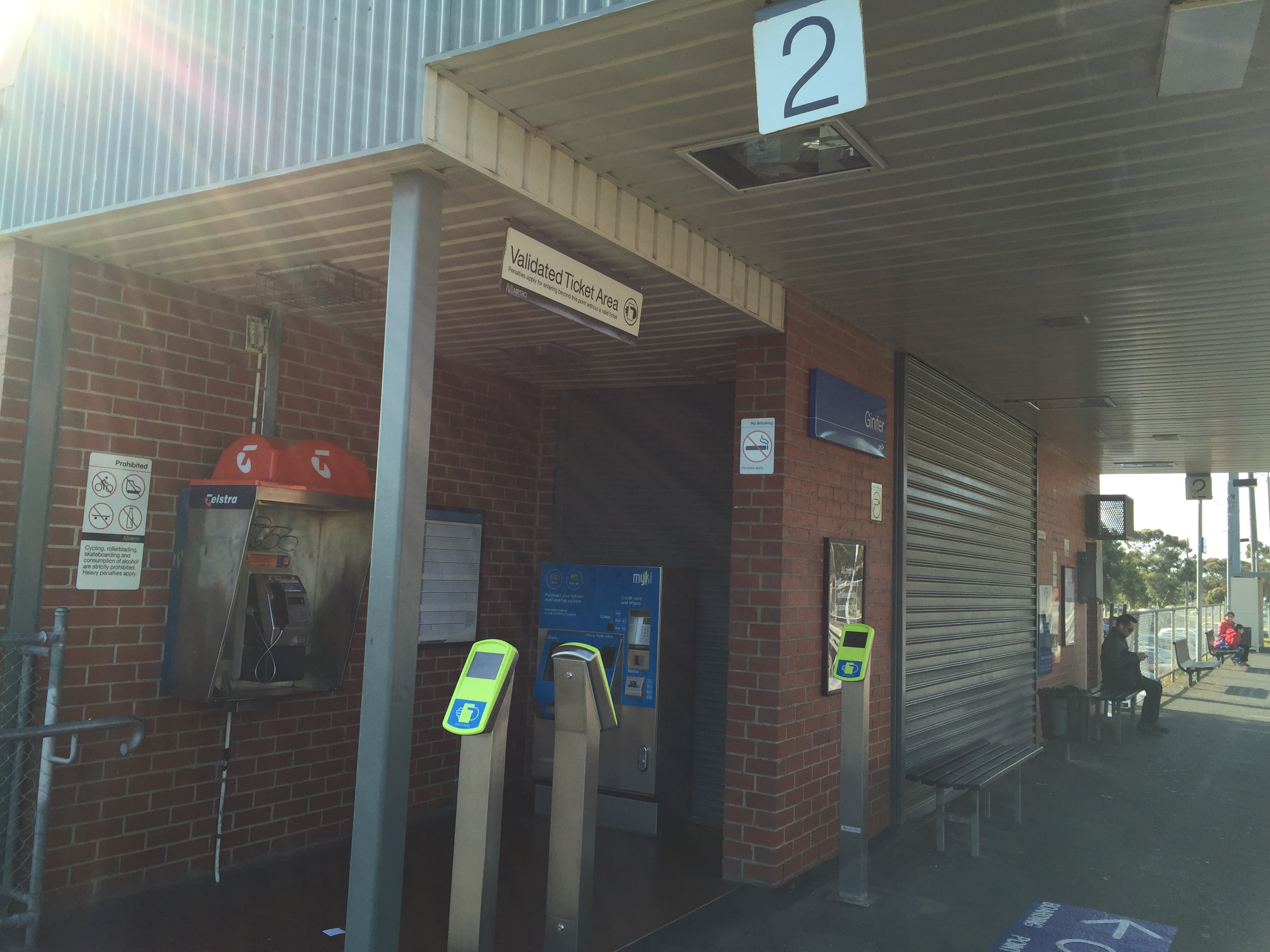
Sân ga 2 của Ga xe lửa Ginifer

### Xe lửa
St Albans có ba ga xe lửa, tất cả đều nằm trong khu vực bán vé PTV 2 trên tuyến Sunbury. Đó là các ga Ginifer, St Albans và Keilor Plains.
Tuyến này đã được điện khí hóa đến tận St Albans cho đến ngày 26 tháng 1 năm 2002 khi nó được mở rộng đến Sydenham. Tuyến Sydenham được điện khí hóa tới Sunbury và được đổi tên thành tuyến Sunbury, mở cửa vào ngày 18 tháng 11 năm 2012.
Đường ngang cắt qua tại ga St Albans dỡ bỏ vào năm 2016, hạ thấp nhà ga và thay thế đường ngang bằng một cầu vượt mới.

### Xe buýt
St Albans có nhiều dịch vụ xe buýt phục vụ chính tại St Albans và các vùng ngoại ô lân cận, tất cả các chuyến đi tới Sunshine, Calorine Springs, ... hầu hết đều bắt đầu và kết thúc tại ga xe lửa St Albans.

## Hệ thực vật và động vật

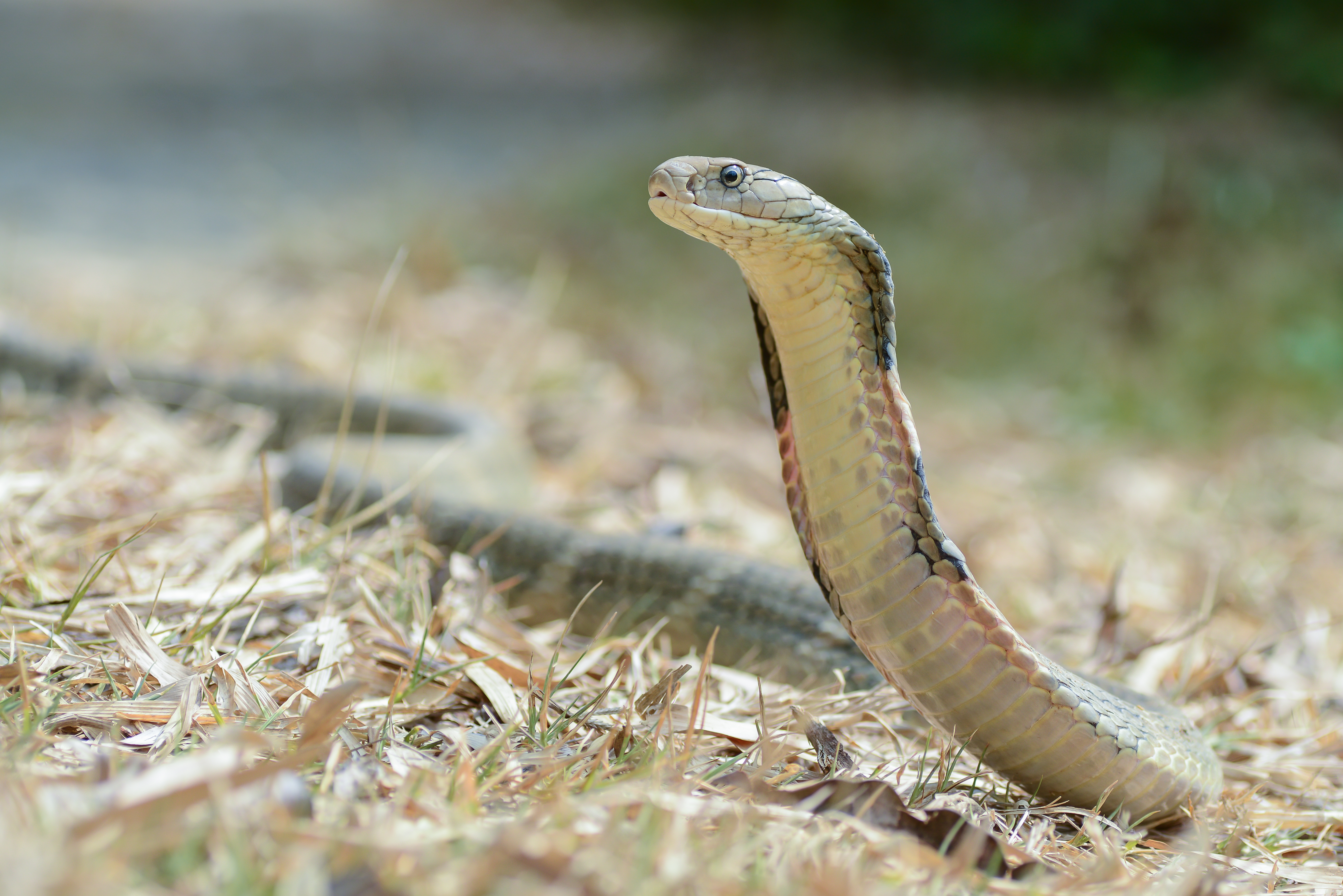
Rắn hổ mang chúa

Các công viên lớn nằm ở biên giới phía Đông và phía Tây của vùng ngoại ô. Những khu vực này (đặc biệt là ở phía Tây) từng có số lượng lớn các loài bò sát bản địa khỏe mạnh, chẳng hạn rắn hổ, thằn lằn lưỡi xanh phương Đông và rắn nâu phương Đông. Thật không may do sự phát triển nên hiện nay những loài này hiếm khi được nhìn thấy trong khu vực.
Do sự phát triển của Cairnlea ở biên giới phía nam của St Albans, các loài ếch bản địa đã tận dụng lợi thế và đến cư trú ở các vùng đất ngập nước và hồ mới. 

## Giáo dục

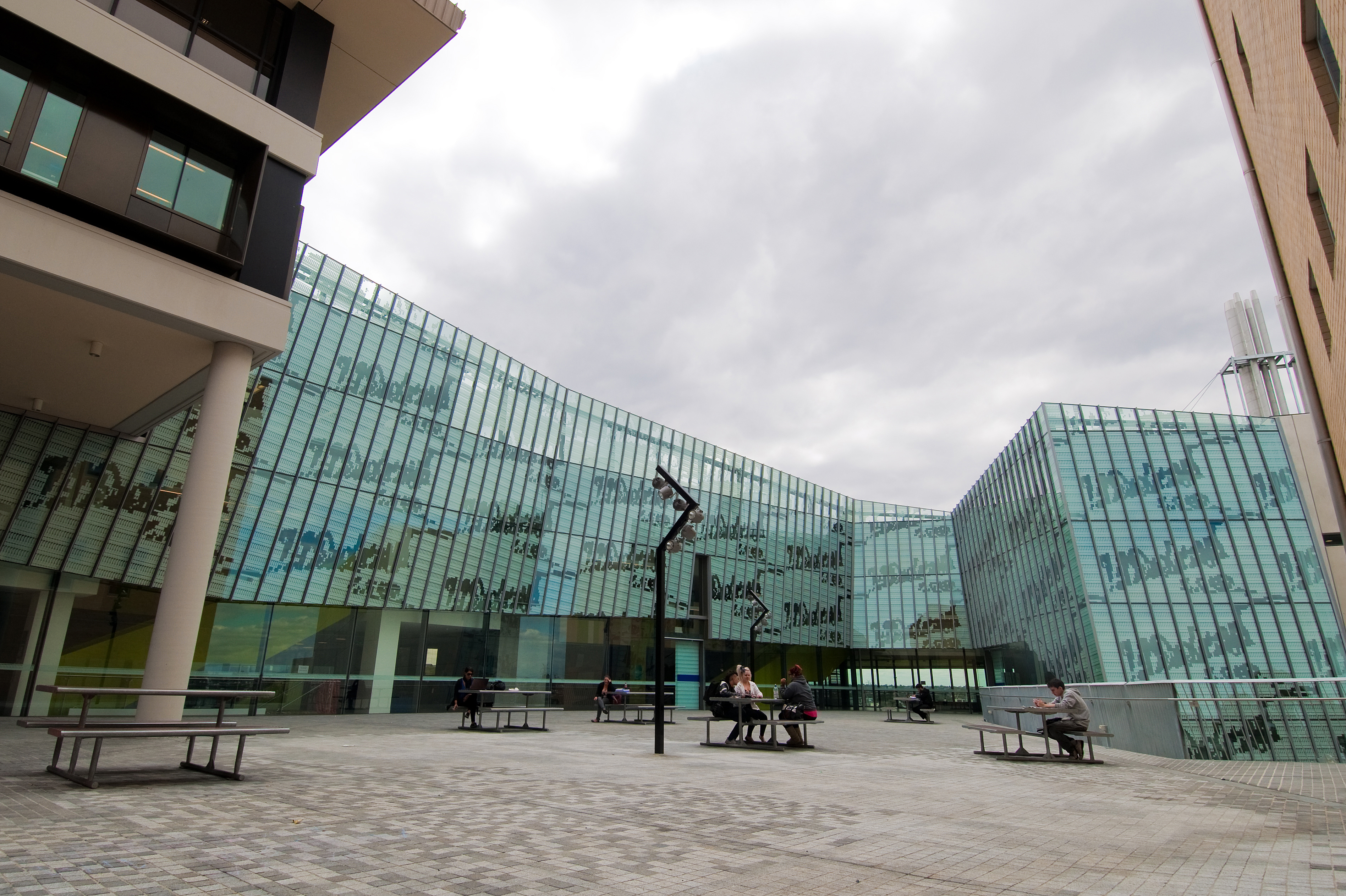
Trường Đại học Victoria

St Albans có nhiều trường học bao gồm các trường sau;
- Đại học Victoria, Úc
- Cao đẳng Trung học Đại học Victoria
- Cao đẳng khu vực Công giáo St Albans
- Trường tiểu học Thánh Thể
- Trường Trung học St Albans (tiếng Anh: St Albans Secondary School)
- Trường tiểu học St Albans (thành lập năm 1889)
- Trường tiểu học St Albans Heights
- Trường tiểu học Đông St Albans (St Albans East
- Trường tiểu học St Albans Meadows
- Trường tiểu học University Park (trước đây là Trường tiểu học St Albans South)
- Trường tiểu học Bắc St Albans (St Albans North)
- Trường tiểu học Thánh Tâm
- Trường tiểu học Stevensville
- Trường tiểu học Movelle
- Trường Jackson

## Cơ sở tôn giáo
Vùng ngoại ô và các khu vực xung quanh có cộng đồng Cơ đốc giáo Chính thống lớn. Vùng ngoại ô là nơi có Nhà thờ Chính thống Hy Lạp St Paraskevi, St Barbara và St John the Merciful, Nhà thờ Chính thống Serbia St George, và cả Nhà thờ Chính thống Coptic St George.
Chùa Thiên Đức, chùa Diệu Âm và chùa Bồ Đề, ba ngôi chùa Phật giáo Việt Nam, nằm ở vùng này.

## Thể thao
Vùng ngoại ô có một đội bóng đá theo luật Úc, Câu lạc bộ bóng đá St Albans, thi đấu trong Liên đoàn bóng đá khu vực phía Tây, với câu lạc bộ thực sự có trụ sở tại Kings Park lân cận. Câu lạc bộ đã rất thành công đặc biệt trong những năm gần đây.
Đội bóng đá địa phương, St Albans Saints được hỗ trợ bởi cộng đồng Croatia, trong khi Green Gully Cavaliers được cộng đồng người Malta ủng hộ. Cả hai hiện đang thi đấu ở giải Ngoại hạng Victoria và đều có sự ủng hộ đáng kể.